# Tracker BitTorrent
Pour les articles homonymes, voir Tracker.
Un Tracker BitTorrent est un serveur qui aide à la communication entre pairs en utilisant le protocole BitTorrent.
Dans le partage de fichiers en pair-à-pair, un client BitTorrent sur l'ordinateur d'un utilisateur demande un fichier stocké sur l'ordinateur d'autres utilisateurs qui peuvent être connectés ou déconnectés du réseau. Le Tracker conserve la trace de l'endroit où les copies de fichiers résident et leur disponibilité au moment de la demande, permettant la coordination de la transmission du fichier.
Les clients doivent communiquer avec le Tracker BitTorrent pour commencer un téléchargement. Après que le téléchargement initial en pair-à-pair a été lancé, la communication peut continuer sans la connexion à un Tracker. Les clients peuvent néanmoins communiquer avec le Tracker pendant le téléchargement d'un fichier pour négocier un transfert plus rapide avec de nouveaux pairs ou obtenir des statistiques de performance réseau.

## Trackers et indexeurs

### Trackers public
Les Trackers publics ou ouverts peuvent être utilisés par quiconque en ajoutant l'adresse du Tracker à un torrent existant, ou ils peuvent être utilisés par n'importe quel torrent nouvellement créé. Les plus populaires sont OpenBitTorrent, PublicBitTorrent et istole.it. The Pirate Bay exploitait l'un des trackers publiques les plus populaires jusqu'à ce qu'il soit désactivé en 2009 au milieu des ennuis juridiques, en optant de ne proposer que des liens magnet.
Aujourd'hui[Quand ?], il existe des dizaines de trackers publics le plus souvent catégorisés par le type de contenu (Ebook, Mangas, Films, etc.).

### Trackers privés
Un tracker privé est un tracker BitTorrent qui limite l'utilisation en obligeant les utilisateurs à s'inscrire sur le site. Le procédé de contrôle de l'enregistrement utilisé chez de nombreux trackers privés est un système d'invitation, dans lequel les membres actifs et contributeurs ont la possibilité d'accorder à l'utilisateur une autorisation de s'enregistrer sur le site.

## Utilisation légale
Les trackers BitTorrent sont fortement associés aux problématiques du téléchargement illégal et de l'atteinte au droit d'auteur. Il existe néanmoins plusieurs circonstances dans lesquelles l'utilisation d'un tracker BitTorrent permet le partage légal de fichiers.
- La distribution gratuite : les détenteurs de droits peuvent choisir d'autoriser la distribution gratuite de leurs créations, notamment en plaçant celles-ci sous licences libres de type Creative Commons pour les œuvres artistiques ou sous licence BSD par exemple pour les logiciels libres/open-source.
- Le domaine public : des œuvres qui sont dans le domaine public, et ne sont donc pas (ou plus) soumises au droit d'auteur, peuvent également être distribués légalement. Par exemple, le projet Gutenberg recueille et publie régulièrement des œuvres classiques après l'expiration de leur copyright (ce qui varie en fonction des particularités juridiques nationales).
- L'utilisation équitable : certains pays ont également des dispositions d'utilisation équitable dans la loi du droit d'auteur (fair use), qui donnent aux gens le droit d'accéder et d'utiliser certaines catégories de matériel sous copyright sans violation de la loi.

## Amélioration de la fiabilité du système de torrent
La vulnérabilité des Trackers constitue la principale cause pour qu'un BitTorrent (essaim) soit endommagé, les autres raisons étant principalement liées aux clients endommagés ou piratés qui envoient des données corrompues. La fiabilité des Trackers a été améliorée grâce à deux innovations principales du protocole BitTorrent.

### Torrents multi-tracker
Les Torrents multi-trackers contiennent plusieurs Trackers dans un fichier torrent unique. Cela permet une redondance dans le cas où un suivi échoue, les autres trackers pouvant continuer à maintenir l'essaim pour le torrent. Un inconvénient à cela est qu'il devient possible d'avoir plusieurs essaims non connectés à un seul torrent où certains utilisateurs peuvent se connecter à un suivi spécifique tout en étant incapables de se connecter à un autre. Cela peut créer un ensemble disjoint qui peut nuire à l'efficacité d'un torrent pour transférer les fichiers qui y sont décrits.

### Alternatives décentralisées
Vuze (anciennement Azureus) est le premier client BitTorrent à mettre en œuvre un tel système par la méthode de table de hachage distribuée (DHT). Un autre système, et DHT incompatible, connu sous le nom Mainline DHT, a ensuite été élaboré et adopté par le BitTorrent (réseau principal), µTorrent, Transmission, rTorrent, KTorrent, BitComet, et les clients Deluge. 
Les versions actuelles du client officiel BitTorrent, µTorrent, BitComet, Transmission et BitSpirit sont tous compatible pour partager avec Mainline DHT. Les deux implémentations de DHT sont basés sur Kademlia. Depuis la version 3.0.5.0, Vuze prend également en charge Mainline DHT, en plus de sa propre base de données distribuée grâce à l'utilisation d'une application plug-in en option (MainlineDHT Plugin). Cela permet potentiellement au client Vuze d'atteindre un plus grand essaim. 
La plupart des clients BitTorrent utilisent également l'échange de pairs (PEX) afin de recueillir des adresses de pairs, en plus de trackers et DHT. Un pair contrôle si les pairs qu'il connait connaissent d'autres pairs. Avec la sortie de Vuze 3.0.5.0, tous les grands clients BitTorrent sont maintenant capables d'effectuer de l'échange de pairs.

## Logiciels trackers
- opentracker
- Atrack
- BitStorm
- Hefur
- Gazelle